# Herpetacanthus acaulis
Herpetacanthus acaulis är en akantusväxtart som beskrevs av Wassh.. Herpetacanthus acaulis ingår i släktet Herpetacanthus och familjen akantusväxter. Inga underarter finns listade i Catalogue of Life.